# Togane
Tōgane (東金市, Tōgane-shi) är en stad i den japanska prefekturen Chiba på den östra delen av ön Honshu. Den har cirka 60 000 invånare, är belägen på Bosohalvön och ingår i Tokyos storstadsområde. Tōgane fick stadsrättigheter 1 april 1954.